# コズミックフロントΩ
コズミックフロントΩ（ -オメガ）はNHK Eテレで2022年8月2日から2022年11月8日まで放送された科学番組。

## 概要
「宇宙」及び「惑星地球」の神秘に迫る番組。科学者達が複雑で謎多き宇宙に自由な発想で緻密に迫っていき、明らかになった真実とはどんな物なのかを最先端の現場から紡いでいく。

### 出演者
- 阿部寛[4]
- 秀島史香 - ナレーター[4][5]
- 糸博 - 第11回で声優として出演[6]。
- 金光宣明 - 第12回で声優として出演[7]。
- 樫井笙人 - 第12回で声優として出演[7]。

## 放送
- 2022年8月2日 - 2022年11月8日
  - NHK Eテレ 火曜日 22:45 - 23:15[3][8]
  - NHK Eテレ 月曜日 15:00 - 15:30[8]

## エピソード
2022年8月2日から2022年11月8日まで全12回が放送された。
| 話数 | タイトル               | 初放送日 (JST) | 出典   |
| ---- | ---------------------- | -------------- | ------ |
| 1    | 宇宙誕生               | 2022年08月02日 | [ 10 ] |
| 2    | 星の一生               | 2022年08月09日 | [ 11 ] |
| 3    | アインシュタインの宿題 | 2022年08月16日 | [ 12 ] |
| 4    | ブラックホール         | 2022年08月23日 | [ 13 ] |
| 5    | 素粒子のヒミツ         | 2022年09月06日 | [ 14 ] |
| 6    | 謎の物質 ダークマター  | 2022年09月13日 | [ 15 ] |
| 7    | 地球誕生               | 2022年09月20日 | [ 16 ] |
| 8    | 小惑星衝突             | 2022年10月04日 | [ 17 ] |
| 9    | ガンマ線バースト       | 2022年10月11日 | [ 18 ] |
| 10   | 地磁気逆転             | 2022年10月18日 | [ 19 ] |
| 11   | 宇宙でひとりぼっち?    | 2022年11月01日 | [ 20 ] |
| 12   | 宇宙の終わり           | 2022年11月08日 | [ 21 ] |